# Alektora
Alektora (griechisch Αλέκτορα, türkisch Gökağaç) ist eine Gemeinde im Bezirk Limassol in Zypern. Bei der Volkszählung im Jahr 2021 hatte sie 55 Einwohner.

## Lage und Umgebung

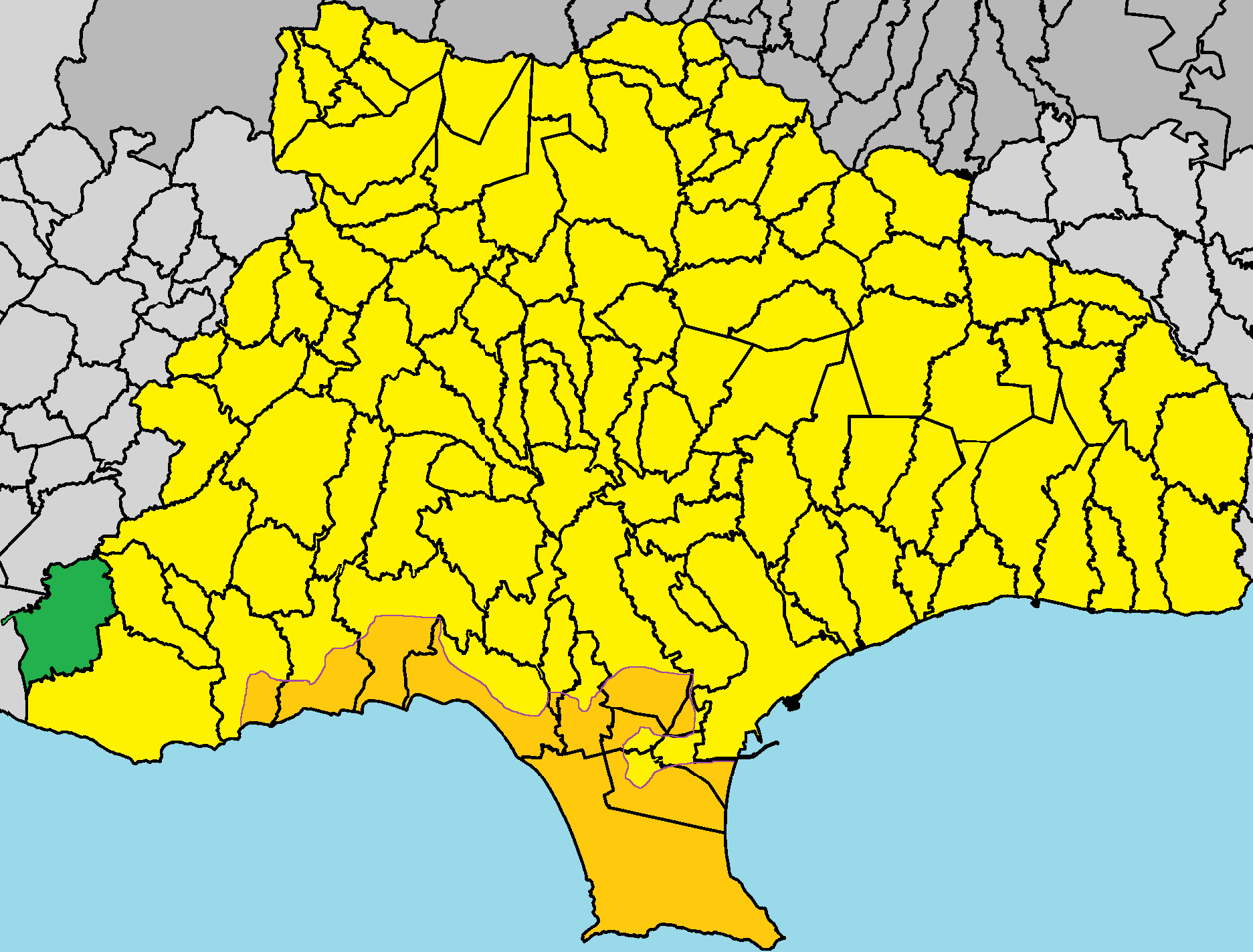
Lage im Bezirk Limassol

Alektora liegt im Südwesten der Insel Zypern auf 236 Metern Höhe, etwa 78 km südwestlich der Hauptstadt Nikosia, 29 km westlich von Limassol und 23 km südöstlich von Paphos.
Der Ort liegt etwa 6 Kilometer von der Mittelmeerküste entfernt im Küstenhinterland. Westlich vom Gemeindegebiet beginnt der Bezirk Paphos.
Orte in der Umgebung sind Archimandrita im Bezirk Paphos im Norden, Anoyra im Nordosten, Platanistia und Agios Thomas im Osten, Pissouri im Südosten und wieder im Bezirk Paphos Kouklia im Südwesten sowie Souskio und Fasoula im Westen.

## Geschichte
Das Dorf war bis zur Besetzung des Nordteils 1974 durch türkische Truppen im Laufe des Zypernkonflikts hauptsächlich von Zyperntürken bewohnt. 1964 nahm das Dorf einige zyperntürkische Flüchtlinge aus Gerovasa und Malia auf. Die Einwohner flohen zunächst in das britische Gebiet nach Akrotiri und wurden ab Januar 1975 fast vollständig in Pentagia in Nordzypern wiederangesiedelt.

### Bevölkerungsentwicklung
| Jahr                                                    | 1831 | 1891 | 1901 | 1911 | 1921 | 1931 | 1946 | 1960 | 1973 | 1976 | 1982 | 2001 | 2011  | 2021  |
| Einwohner                                               | 58   | 216  | 238  | 311  | 355  | 363  | 354  | 349  | 490  | 116  | 150  | 78   | 64    | 55    |
| davon Zyperngriechen ab 1976 evtl. auch andere Nationen | –    | 6    | 4    | 24   | 17   | 12   | 20   | –    | –    | 116  | 150  | 78   | k. A. | k. A. |
| Quelle: 1831–2001, 2011, 2021                           |      |      |      |      |      |      |      |      |      |      |      |      |       |       |